# 이주미 (1994년)
이주미(李宙美, 1994년 4월 26일~)는 대한민국의 변호사이다. 채널A의 신입사원 탄생기-굿피플과 하트시그널4에 출연하면서 이름을 알렸다.

## 방송출연
| 출연일 | 방송사 | 프로그램                 | 역할   |
| 2019년 | 채널A  | 신입사원 탄생기 - 굿피플 | 출연자 |
| 2023년 | 채널A  | 하트시그널4              | 출연자 |
| 2023년 | 채널A  | 애프터시그널             | 출연자 |